# Bine Zupan
Bine Zupan (né le 4 septembre 1984) est un sauteur à ski slovène.

## Palmarès

### Coupe du Monde
- Meilleur classement final: 63e en 2006.
- Meilleur résultat: 25e.